# Mijoux

Mijoux este o comună în departamentul Ain din estul Franței.